# Perrey Reeves
Perrey Reeves (Nova Iorque, 30 de novembro de 1970) é uma atriz de cinema e televisão americana.

## Início da vida
Nascida na Cidade de Nova York, ela foi criada na zona rural de New Hampshire , com uma família, que preferiu não possuir uma televisão. Seu avô paterno foi um pioneiro Perigo E. Reeves, que introduziu magnético gravações de som para cinema, e seu bisavô materno foi o senador dos EUA , James H. Hughes.

## Carreira
Ela co-estrelou no HBO na série de comédia Entourage (2004-2011) como a Sra. Gold, a mulher de Ari Gold. Ela também apareceu (2009) em Rules of Engagement, de Family Style, e em grey's Anatomy. Outros papéis notáveis incluíram Marissa ao lado de Will Ferrell no filme Old School e a Jessie no filme Sr. e SraSmith. Ela também faz partes da comédia policial American Dreamz, The X-Files, Arquivo X , Kicking and Screaming , Escape to Witch Mountain e do filme de terror Child's Play 3 .
Em 2014, Reeves apareceu durante a quinta e última temporada de Covert Affairs como a malvada Caitlyn Cook. Ela reprisou seu papel como Melissa Gold no filme Entourage em 2015. Ela também interpretou Nina Devon na série de TV Famous in Love .

## Vida pessoal
A partir de 1993 a 1995, ela era a namorada do ator David Duchovny.
Em setembro de 2014 Reeves ficou noiva de seu namorado, treinador de tênis Arão Fox. se casou no dia 13 de junho de 2015.

## Filmografia

### Cinema
| Ano  | Título                   | Papel             |
| ---- | ------------------------ | ----------------- |
| 1991 | Child's Play 3           | Kristen De Silva  |
| 1995 | Escape to Witch Mountain | Zoey              |
| 1995 | Kicking and Screaming    | Amy               |
| 1998 | Smoke Signals            | Holly             |
| 1999 | The Suburbans            | Amanda            |
| 2003 | Old School               | Marissa Jones     |
| 2005 | Mr. & Mrs. Smith         | Jessie            |
| 2005 | Undiscovered             | Michelle          |
| 2006 | American Dreamz          | Marni             |
| 2009 | American Affair          | Adrienne Stafford |
| 2009 | Vicious Circle           | Sgt. Berger       |
| 2013 | Innocence                | Ava Dunham        |
| 2013 | Blake                    | Mae               |
| 2014 | Dissonance               | Marty             |
| 2014 | Fugly!                   | Penny             |
| 2015 | Entourage                | Melissa Gold      |
| 2016 | Noble Savages            | Holly Savage      |
| 2017 | Hollow Body              | Barb              |
| 2018 | The Jurassic Games       | Savannah          |
| 2018 | The World Without You    | Clarissa          |
| 2018 | Plus One                 | Gina              |

### Television
| Ano       | Título                             | Papel            | Notas                                                           |
| --------- | ---------------------------------- | ---------------- | --------------------------------------------------------------- |
| 1989      | Mothers, Daughters and Lovers      | Laura            | Filme para tv                                                   |
| 1989      | The Preppie Murder                 | Lauren           | Filme para tv                                                   |
| 1990      | 21 Jump Street                     | Tracy Hill       | Episódio: "Poison" Episódio: "Just Say No! High"                |
| 1990      | The Flash                          | Pepper           | Episódio: "Child's Play"                                        |
| 1991      | Plymouth                           | Hannah Mathewson | Filme para tv                                                   |
| 1991      | Doogie Howser, M.D.                | Cecilia          | Episódio: "Truth and Consequences"                              |
| 1992      | Doogie Howser, M.D.                | Cecilia          | Episódio: "If This Is Adulthood, I'd Rather Be in Philadelphia" |
| 1992      | Homefront                          | Perrette Davis   | 3 episódios                                                     |
| 1993      | The Return of Ironside             | Suzanne Dwyer    | Filme para tv                                                   |
| 1994      | Red Shoe Diaries                   | Joey             | Episódio: "The Last Motel"                                      |
| 1994      | The X-Files                        | Kristen Kilar    | Episódio: "3"                                                   |
| 1994      | Murder, She Wrote                  | Susan Constable  | Episódio: "The Murder Channel"                                  |
| 1995      | Escape to Witch Mountain           | Zoe Moon         | filme para tv                                                   |
| 1995      | Too Something                      |                  | Episódio: "The Car"                                             |
| 1995      | An Element of Truth                | Maizie           | filme para tv                                                   |
| 1996      | Sliders                            | Taryn Miller     | Episódio: "Dead Man Sliding"                                    |
| 2001      | Off Centre                         | Brooke           | Episódio: "A Cute Triangle"                                     |
| 2003      | CSI: Crime Scene Investigation     | Linda's Neighbor | Episódio: "Recipe for Murder"                                   |
| 2003      | The Lyon's Den                     | Daphne           | 9 episódios                                                     |
| 2003      | CSI: Miami                         | Julia            | Episódio: "Hurricane Anthony"                                   |
| 2004–2011 | Entourage                          | Melissa Gold     | 74 episódios                                                    |
| 2005      | Medium                             | Karen Herzfeld   | Episódio: "Too Close to Call"                                   |
| 2009      | Grey's Anatomy                     | Margaret         | Episódio: "Wish You Were Here"                                  |
| 2009      | Rules of Engagement                | Ellen            | Episódio: "Family Style"                                        |
| 2009      | Ghost Whisperer                    | Rita Jansen      | Episódio: "Dead Listing"                                        |
| 2009      | Castle                             | Helen Parker     | Episódio: "One Man's Treasure"                                  |
| 2010      | Private Practice                   | Kelly            | Episódio: "Second Choices"                                      |
| 2011      | Hawaii Five-0                      | Anne Davis       | Episódio: "Ne Me'e Laua Na Paio"                                |
| 2012      | NCIS                               | Wendy Miller     | Episódio: "Secrets"                                             |
| 2012      | White Collar                       | Landon Shepard   | Episódio: "Compromising Positions"                              |
| 2013      | Secret Lives of Husbands and Wives | Danielle Deaver  | Filme para tv                                                   |
| 2013      | Royal Pains                        | Minnie           | Episódio: "Can of Worms"                                        |
| 2013      | Perception                         | Miranda Stiles   | 3 episódios                                                     |
| 2014      | Covert Affairs                     | Caitlyn Cook     | 6 episódios                                                     |
| 2015      | Babysitter's Black Book            | Linda            | Filme para tv                                                   |
| 2016      | Beat Bobby Flay                    | Ela mesma        | Episódio: "Green With Envy"                                     |
| 2017-2018 | Famous in Love                     | Nina Devon       | 20 episódios                                                    |